# 路德玫瑰

信义宗标志“路德玫瑰”

路德玫瑰，又称路德印章，是信义宗的标志，为世界各地的信义宗基督徒熟悉。它由马丁·路德设计于1516年，表达了信义宗新教神学的基本要素。
1530年，路德向一位朋友描述这个玫瑰。他说，红心中的黑十字提醒我们是受难的耶稣拯救了我们。当我们信仰受难的基督，十字使我们蒙羞，也引发我们的伤痛，更带给我们正义与生命。红心位于白玫瑰的中央，显示信仰带来超乎世俗的（beyond that of the world）欢乐、安慰与祝福。玫瑰的背景是蓝天，显示上帝的和信仰的欢乐是即将到来的天堂般的欢乐的开端。它为金环围绕，标志天堂的祝福是无尽而永恒的，并且比其它的欢乐与宝藏更珍贵。